# Sozopol (gmina)
Sozopol (bułg. Община Созопол) – gmina we wschodniej Bułgarii, w obwodzie Burgas.

## Miejscowości
Miejscowości wchodzące w skład gminy Sozopol:
- Atija (bułg.: Aтия),
- Czernomorec (bułg.: Черноморец),
- Gabyr (bułg.: Габър),
- Indże wojwoda (bułg.: Индже войвода),
- Kruszewec (bułg.: Крушевец),
- Prisad (bułg.: Присад),
- Rawadinowo (bułg.: Равадиново),
- Rawna gora (bułg.: Равна гора),
- Rosen (bułg.: Росен),
- Sozopol (bułg.: Созопол) − siedziba gminy,
- Wyrsziło (bułg.: Вършило),
- Zidarowo (bułg.: Зидарово),